# Ujan Mas Bawah
Ujan Mas Bawah is een bestuurslaag in het regentschap Kepahiang van de provincie Bengkulu, Indonesië. Ujan Mas Bawah telt 931 inwoners (volkstelling 2010).